# العلاقات الكورية الشمالية المدغشقرية
العلاقات الكورية الشمالية المدغشقرية هي العلاقات الثنائية التي تجمع بين كوريا الشمالية ومدغشقر.

## مقارنة بين البلدين
هذه مقارنة عامة ومرجعية للدولتين:
| وجه المقارنة                                              | كوريا الشمالية                        | مدغشقر                      |
| --------------------------------------------------------- | ------------------------------------- | --------------------------- |
| المساحة (كم2)                                             | 120.54 ألف                            | 587.04 ألف                  |
| عدد السكان (نسمة)                                         | 25.49 مليون                           | 25.57 مليون                 |
| الكثافة السكانية (ن./كم²)                                 | 211.47                                | 43.56                       |
| العاصمة                                                   | بيونغيانغ                             | أنتاناناريفو                |
| اللغة الرسمية                                             | لغة كوريا الشمالية القياسية ‏          | اللغة الملغاشية، لغة فرنسية |
| العملة                                                    | وون كوري شمالي                        | أرياري مدغشقري              |
| الناتج المحلي الإجمالي (بليون دولار)                      |                                       | 11.50 مليار                 |
| الناتج المحلي الإجمالي (تعادل القوة الشرائية) بليون دولار |                                       | 35.51 مليار                 |
| الناتج المحلي الإجمالي الاسمي للفرد دولار أمريكي          |                                       | 401                         |
| الناتج المحلي الإجمالي للفرد دولار أمريكي                 |                                       | 1.44 ألف                    |
| مؤشر التنمية البشرية                                      |                                       | 0.510                       |
| رمز المكالمات الدولي                                      | +850                                  | +261                        |
| رمز الإنترنت                                              | .kp                                   | .mg                         |
| المنطقة الزمنية                                           | ت ع م+08:30، ت ع م+08:30، ت ع م+09:00 | ت ع م+03:00                 |

## منظمات دولية مشتركة
يشترك البلدان في عضوية مجموعة من المنظمات الدولية، منها:
| علم المنظمة | اسم المنظمة              | تاريخ انضمام كوريا الشمالية | تاريخ انضمام مدغشقر |
| ----------- | ------------------------ | --------------------------- | ------------------- |
|             | الأمم المتحدة            | 17 سبتمبر 1991              | 20 سبتمبر 1960      |
|             | الاتحاد الدولي للاتصالات | ?                           | 11 مايو 1961        |
|             | الاتحاد البريدي العالمي  | ?                           | ?                   |
|             | يونسكو                   | 18 أكتوبر 1974              | 10 نوفمبر 1960      |

## وصلات خارجية
- موقع وزارة الخارجية الكورية الشمالية